# Дурдыев, Дидар Курбангельдыевич
Дидар Курбангельдыевич Дурдыев (туркм. Didar Gurbangeldyýewiç Durdyýew; род. 16 июля 1993, Небит-Даг) — туркменский футболист, нападающий туркменского клуба «Ахал» и национальной сборной Туркменистана.

## Биография
Родился в городе Балканабад. Воспитанник футбольной школы «Олимп» Ашхабад. Выпускник экономического факультета ТГИЭиУ. Сын известного в прошлом туркменского полузащитника — Курбангельды Дурдыева.

## Карьера
Начал взрослую карьеру в составе ФК «Ашхабад», первый гол в чемпионате страны забил 11 сентября 2010 года в матче против «Дашогуза», в следующем сезоне забил за горожан не менее 4 голов. В 2012 году выступал в «Ахале» из ашхабадского пригорода, стал третьим лучшим бомбардиром чемпионата Туркменистана-2012 (14 голов).
С 2013 года играет за столичный «Алтын Асыр» . В первом сезоне в новом клубе забил 15 голов, в том числе дважды отличился хет-триком — в ворота «Дашогуза» и «Талып Спорты». В 2014 году в составе связистов Дурдыев стал чемпионом Туркменистана и занял второе место в споре бомбардиров с 26 голами. В матче 23 тура чемпионата Туркменистана оформил покер в ворота «Талып спорты», матч закончился со счётом 6:0, а спустя месяц в игре с «Лебапом» (8:1) забил 5 голов. В феврале 2015 года сыграл последний матч за «Алтын Асыр» в рамках Кубка АФК против «Аль-Сакра».
С марта 2015 года игрок ашхабадской «Хазыны».
Выступая за «Ахал» в сезоне 2019 стал лучшим бомбардиром Чемпионата Туркменистана (14 голов), а также серебряным призёром чемпионата.
В марте 2020 года Дурдыев перешел в узбекский «Машал».

## Сборная Туркменистана
Дебютировал за сборную Туркменистана в товарищеском матче против сборной Румынии в январе 2012 года. 21 мая 2014 года оформил дубль в ворота сборной Лаоса, в рамках Кубка вызова АФК, матч окончился победой 5:1. Участвовал в Кубке Содружества 2013.

## Достижения

### Командные
Алтын Асыр
- чемпион Туркменистана: (4) 2014, 2015, 2016, 2022
- обладатель Кубка Туркменистана: (3) 2015, 2016, 2022
- обладатель Суперкубка Туркменистана: (3) 2015, 2016, 2022

### Личные
- лучший бомбардир чемпионата Туркменистана: (3) 2019 (14 голов), 2022 (27), 2023 (27)